# Schließungsproblem der Turbulenz
In der Numerischen Strömungsmechanik spricht man von dem Schließungsproblem der Turbulenz, wenn die allgemeinen Navier-Stokes-Gleichungen im Anschluss an eine Zeitmittelung gelöst werden sollen. Es zeigt sich, dass in diesem Fall ein zusätzlicher unbekannter Term auftritt, wodurch das System ohne zusätzliche Informationen nicht mehr lösbar ist.

## Ursache
Mathematisch begründbar ist dieses Problem durch die Nichtlinearität der Navier-Stokes-Gleichungen.

## Zusätzlicher Term
Der Impuls für ein kontinuierliches Newtonsches Fluid nimmt in x-Richtung folgende Form an:
{\displaystyle \rho {\frac {Du}{Dt}}=\rho g_{x}-{\frac {\partial p}{\partial x}}+\eta \left[{\frac {{\partial }^{2}u}{\partial x^{2}}}+{\frac {{\partial }^{2}u}{\partial y^{2}}}+{\frac {{\partial }^{2}u}{\partial z^{2}}}\right]}.
Allgemein sind bisher gemäß dem Millennium-Problem keine allgemeinen Lösungen für die Navier-Stokes-Gleichungen bekannt. Oftmals sind nur die zeitlichen Mittelwerte der Strömungsgrößen von Interesse. Daher ist es ein gängiger Versuch, unbekannte Größen im Sinne einer Reynoldsschen Mittelung zu mitteln. Daraus resultiert nun folgende Form der Impulsgleichung:
{\displaystyle \rho {\frac {D{\bar {u}}}{Dt}}=\rho g_{x}-{\frac {\partial {\bar {p}}}{\partial x}}+\eta \left[{\frac {{\partial }^{2}{\bar {u}}}{\partial x^{2}}}+{\frac {{\partial }^{2}{\bar {u}}}{\partial y^{2}}}+{\frac {{\partial }^{2}{\bar {u}}}{\partial z^{2}}}\right]-\rho \left[{\frac {\partial {\bar {u'}}^{2}}{\partial x}}+{\frac {\partial {\bar {u'v'}}}{\partial y}}+{\frac {\partial {\bar {u'w'}}}{\partial z}}\right]}.
Der neue hinzugekommene Term am Ende wird auch als Reynoldsspannungstensor bezeichnet und beinhaltet nun neue Unbekannte, welche als die zeitliche Mittelung der Momentanwerte interpretiert werden können.